# Joanne Froggatt
Joanne Froggatt (Littlebeck, 23 agosto 1980) è un'attrice britannica.

## Biografia e carriera
Froggatt nasce e cresce a Littlebeck, in North Yorkshire, ma in seguito si trasferisce con il fratello maggiore e i genitori in una fattoria vicino a Whitby dove cominciano ad allevare pecore. Inizialmente si unisce a un gruppo teatrale di Scarborough e all'età di 13 anni lascia la casa paterna per frequentare la Redroofs Theatre School di Maidenhead, nel Berkshire. Nel 1996 fa il suo debutto nella serie della ITV Metropolitan Police, ottenendo poi il ruolo della ragazza madre Zoe Tattersall nella soap opera Coronation Street.
Nel 2003, è la protagonista di Danielle Cable: Eyewitness, film basato sulla storia vera di una ragazza che assiste all'omicidio del fidanzato: per questo ruolo viene nominata ai BAFTA. Tre anni dopo ha il ruolo principale nel film TV in due parti Missing insieme a Gregor Fisher, anche se il thriller viene trasmesso soltanto nel 2008. Sempre nel 2006 è la sorella di Myra Hindley in See No Evil: The Moors Murders.
Nel 2007 è la protagonista di Joanne Lees: Murder in the Outback e sale sul palcoscenico londinese dell'adattamento di Tutto su mia madre, che viene rappresentato da luglio a novembre 2007 all'Old Vic Theatre.
Nel 2008 è in Spooks: Code 9, Moving On e Robin Hood. Il 25 settembre partecipa a I am Emma Humphreys di BBC Radio Four e, il 3 ottobre a The Von Trapps and Me.
Il suo debutto al cinema è in In Our Name, che le fa vincere il premio Best Newcomer ai British Independent Film Awards. Nel 2010 ottiene il ruolo della domestica Anna nella serie televisiva Downton Abbey e il 25 dicembre interpreta Saskia nell'episodio speciale di Natale di Royle Family. Dal 12 gennaio al 19 febbraio 2011 prende parte alla rappresentazione teatrale di John Donnelly The Knowledge al Bush Theatre.
Nel 2012 è sul set della terza stagione di Downton Abbey e in True Love, serie televisiva drammatica nella quale interpreta la moglie di David Tennant. Conclude anche le riprese di Filth, film basato sul libro di Irvine Welsh, nel quale recita insieme a James McAvoy e Jamie Bell, e il thriller psicologico uwantme2killhim?. Il 19 maggio viene annunciata la sua partecipazione al film scritto e diretto da Uberto Pasolini Still Life. A luglio annuncia che andrà a Los Angeles nel giro di due mesi per entrare a Hollywood.

### Vita privata
Il 6 ottobre 2012, Froggatt ha sposato in una cerimonia privata il fidanzato James Cannon, proprietario di una società informatica. A febbraio 2020 la coppia ha reso nota la loro separazione.

## Filmografia

### Cinema
- Tripla identità (Miranda), regia di Marc Munden (2002)
- Echoes, regia di Rob Brown - cortometraggio (2009)
- In Our Name, regia di Brian Welsh (2010)
- Filth, regia di Jon S. Baird (2013)
- uwantme2killhim?, regia di Andrew Douglas (2012)
- Still Life, regia di Uberto Pasolini (2013)
- A spasso con Bob (A Street Cat Named Bob), regia di Roger Spottiswoode (2016)
- Mary Shelley - Un amore immortale (Mary Shelley), regia di Haifaa al-Mansour (2017)
- Downton Abbey, regia di Michael Engler (2019)
- Downton Abbey II - Una nuova era (Downton Abbey II: A New Era), regia di Simon Curtis (2022)

### Televisione
- Metropolitan Police (The Bill) - serie TV, episodio 12x82 (1996)
- Coronation Street - serial TV, 12 puntate (1997-1999)
- Bad Girls - serie TV, 4 episodi (1999)
- Dinnerladies - serie TV, episodio 2x01 (1999)
- Nature Boy - serie TV, episodi 1x02-1x03-1x04 (2000)
- Other People's Children - serie TV, episodi 1x02-1x03 (2000)
- Lorna Doone, regia di Mike Barker - film TV (2000)
- A Touch of Frost - serie TV, episodi 8x01-8x02 (2001)
- Casualty - serie TV, episodio 15x22 (2001)
- Nice Guy Eddie - serie TV, episodio 1x03 (2002)
- Paradise Heights - serie TV, 6 episodi (2002)
- The Stretford Wives, regia di Peter Webber - film TV (2002)
- Red Cap - serie TV, episodio 1x02 (2003)
- The Last Detective - serie TV, episodio 1x01 (2003)
- Danielle Cable: Eyewitness, regia di Adrian Shergold - film TV (2003)
- Island at War - miniserie TV, 6 episodi (2004)
- Missing, regia di Ian Madden - film TV (2006)
- Life on Mars - serie TV, episodi 1x04-1x06-1x08 (2006)
- See No Evil: The Moors Murders, regia di Christopher Menaul - film TV (2006)
- The Street - serie TV, episodio 1x06 (2006)
- Rebus - serie TV, episodio 3x03 (2006)
- Joanne Lees: Murder in the Outback, regia di Tony Tilse - film TV (2007)
- Spooks: Code 9 - serie TV, episodi 1x01-1x02 (2008)
- Moving On - serie TV, episodio 1x05 (2009)
- Robin Hood - serie TV, 11 episodi (2009)
- Identity - serie TV, episodio 1x02 (2010)
- Downton Abbey - serie TV, 52 episodi (2010-2015)
- The Royle Family - serie TV (2010)
- True Love - serie TV, episodio 1x01 (2012)
- Liar - L'amore bugiardo (Liar) - serie TV, 12 episodi (2017-2020)
- Last Light - Il crollo (Last Light), regia di Dennie Gordon - miniserie TV (2023)
- Breathtaking, regia di Craig Viveiros - miniserie TV (2024)
- MobLand – serie TV (2025)

## Riconoscimenti
- British Independent Film Awards
  - 2010 – Giovane attrice promettente per In Our Name
- Premio Emmy
  - 2012 – Candidatura alla miglior attrice non protagonista in una serie drammatica per Downton Abbey[11]
  - 2014 – Candidatura alla miglior attrice non protagonista in una serie drammatica per Downton Abbey[12]
  - 2015 – Candidatura alla miglior attrice non protagonista in una serie drammatica per Downton Abbey[13]
- Golden Globe
  - 2015 – Miglior attrice non protagonista in una serie per Downton Abbey[14]
  - 2016 – Candidatura alla miglior attrice non protagonista in una serie per Downton Abbey[15]
- Festival della televisione di Monte Carlo
  - 2012 – Candidatura alla miglior attrice in una serie drammatica per Downton Abbey
- Monte Carlo Awards
  - 2012 – Candidatura alla miglior attrice per Downton Abbey

## Doppiatrici italiane
Nelle versioni in italiano delle opere in cui ha recitato, Joanne Froggatt è stata doppiata da:
- Francesca Manicone in Downton Abbey (serie TV), Downtown Abbey (film), Downton Abbey II - Una nuova era, MobLand
- Domitilla D'Amico in Robin Hood
- Federica De Bortoli in Still Life
- Francesca Fiorentini in A spasso con Bob
- Chiara Gioncardi in Liar - L'amore bugiardo
- Antonella Baldini in Mary Shelley - Un amore immortale
- Renata Bertolas in Last Light - Il crollo